# Azulejos (jornal)
Azulejos : Semanário Ilustrado de Ciências, Letras e Artes publicou-se em Lisboa entre setembro de 1907 e fevereiro de 1909 perfazendo um total de setenta e cinco números. Tratou-se de um jornal aberto à participação de todos, sobretudo dos «novos», pois só eles podiam garantir um «cunho de novidade» ao novo periódico: «porquanto o nosso maior desejo é tornar conhecidos talentos” tentando contemplar interesses variados que iam da vida desportiva ao espiritismo. O seu proprietário foi Palermo de Faria que se fazia acompanhar por uma equipa de outros diretores de especialidade: Anacleto Oliveira, Bento Mântua, Xavier da Silva, Luís Cebola, Aarão de Lacerda, Alfredo Mantua. Quanto ao “novos talentos” que colaboraram nesta publicação periódica e que viriam mais tarde a tornar-se escritores de relevo, destacam-se: Mário de Sá Carneiro, Abel Botelho, Amélia Janny, Astrigildo Chaves, Augusto Casimiro, Guerra Junqueiro, João da Câmara, João de Freitas Branco, Júlio Dantas, Olavo Bilac e alguns textos publicados postumamente de autores como Alexandre Herculano, Bocage, Camilo Castelo Branco e João de Deus.